# Sierra Gorda
Sierra Gorda é uma comuna da província de Antofagasta, localizada na Região de Antofagasta, Chile. Possui uma área de 12.886,4 km² e uma população de 2.356 habitantes (2002)